# Hora ROA
L'hora ROA és l'establerta per Reial Institut i Observatori de l'Armada a San Fernando, Cadis, sent aquesta l'hora oficial d'Espanya.

## Mètodes de difusió
El ROA difon l'hora oficial d'Espanya mitjançant els següents mètodes:
1. Transmissió de senyals horaris en HF (ona curta), durant dos períodes de 25 minuts diaris. De 10:00 UTC a 10:25 UTC en 15006 KHZ i de 10:30 UTC a 10:55 UTC en 4998 KHZ. L'emissora és un Harris RF-130 de 1kW de potència que emet des de San Fernando (Cadis). Aquesta estació és l'única emissió de l'hora oficial, perquè que a Espanya no existeix encara cap estació d'ona llarga que emeti un senyal horari amb el qual poder sincronitzar automàticament, com són la DCF77 d'Alemanya o la MSF60 (ara també anomenada NPL) del Regne Unit. Temporalment fora de servei.
2. Via telefònica (Tel.: +34 956 59 94 29), seguint un protocol de difusió d'informació horària àmpliament estès entre els laboratoris de referència nacionals de temps i freqüència i els usuaris a Europa (European Telephone Code Standard). El accés està limitat a dos minuts per trucada i admet trucades internacionals.
3. Protocol NTP (Network Time Protocol), a través de dos servidors d'internet situats a San Fernando i un tercer situat a Madrid (Servidor d'hora NTP: «hora.roa.es»).
4. Segellat de temps. El ROA, com a Autoritat de Segellat de Temps (TSA, Time Stamping Authority) legalment establerta, disposa d'un servidor de segellat de temps per a la certificació oficial de documents per tercers, mitjançant certificat digital estàndard x509 v.3. Així, aquest sistema s'usa per establir el segellat de temps en les transaccions certificades per l'administració central i les seves agències a Espanya, incloent entre elles a l'Agència Tributària i a la Fàbrica Nacional de Moneda i Timbre. Els seus serveis són també emprats per les comunitats autònomes per a aquest fi. Aquest servei està disponible a través de la Xarxa SARA.